# Roda Sport in het seizoen 1958/59
Het seizoen 1958/1959 was het vijfde jaar in het bestaan van de Kerkraadse betaaldvoetbalclub Roda Sport. De club kwam uit in de Eerste divisie B en eindigde daarin op de 15e plaats, dit betekende rechtstreekse degradatie naar de Tweede divisie. Tevens deed de club mee aan het toernooi om de KNVB Beker, hierin werd in de tweede ronde verloren van Rapid JC (0–1).

## Wedstrijdstatistieken

### Eerste divisie B
|       | Excelsior | GVAV  | Helmondia '55 | Heracles | Hermes DVS | HVC   | KFC   | RBC   | RCH   | Rigtersbleek | Sittardia | Stormvogels | Vitesse | De Volewijckers |
| ----- | --------- | ----- | ------------- | -------- | ---------- | ----- | ----- | ----- | ----- | ------------ | --------- | ----------- | ------- | --------------- |
| Thuis | 2 – 4     | 0 – 3 | 1 – 1         | 3 – 2    | 3 – 2      | 2 – 3 | 2 – 1 | 3 – 2 | 2 – 3 | 2 – 1        | 1 – 4     | 3 – 1       | 2 – 3   | 2 – 1           |
| Uit   | 1 – 0     | 2 – 0 | 1 – 0         | 0 – 1    | 0 – 0      | 5 – 1 | 5 – 1 | 3 – 1 | 1 – 0 | 4 – 2        | 3 – 0     | 4 – 0       | 4 – 1   | 6 – 0           |

### KNVB beker
| 1e ronde                                         | Roda Sport                               | 3 – 1 (1 – 1) | Voerendaal |
| 1 januari 1959 Plaats: Kerkrade Jonkerbergstraat | Gerard Hoenen Jo Hoeppertz Boeb Becholtz |               | Gubbels    |
| 2e ronde                                         | Rapid JC                                 | 1 – 0 (0 – 0) | Roda Sport |
| 7 februari 1959 Plaats: Kerkrade Kaalheide       | Jan Gösgens 48'                          |               |            |

## Statistieken Roda Sport 1958/1959

### Eindstand Roda Sport in de Nederlandse Eerste divisie B 1958 / 1959
| Stand | Gespeeld | Gewonnen | Gelijk | Verloren | Punten | Doelpunten voor | Doelpunten tegen |
| ----- | -------- | -------- | ------ | -------- | ------ | --------------- | ---------------- |
| 15e   | 28       | 8        | 2      | 18       | 18     | 35              | 68               |

### Topscorers
| #      | Naam               | Goal |
| ------ | ------------------ | ---- |
| 1.     | Boeb Becholtz      | 8    |
| 2.     | Hens Fischer       | 5    |
| 2.     | Gerard Hoenen      | 5    |
| 4.     | Jo Hoeppertz       | 3    |
| 4.     | Richard Kikken     | 3    |
| 4.     | Hans-Josef Knauf   | 3    |
| 7.     | Toon Ederveen      | 2    |
| 8.     | Michel Esser       | 1    |
| 8.     | Gorissen           | 1    |
| 8.     | Jos Jongen         | 1    |
| 8.     | Mathieu van Mouche | 1    |
| 8.     | Gerard Rumpen      | 1    |
| 8.     | Joep Senden        | 1    |
| Totaal | Totaal             | 35   |

| #      | Naam          | Goal |
| ------ | ------------- | ---- |
| 1.     | Boeb Becholtz | 1    |
| 1.     | Gerard Hoenen | 1    |
| 1.     | Jo Hoeppertz  | 1    |
| Totaal | Totaal        | 3    |